# 有限加法的測度
数学における有限加法的測度（ゆうげんかほうてきそくど、英: finitely additive measure）または容積（ようせき、英: content, 独: Inhalt）とは、測度と同様に与えられた集合の部分集合に対して 非負の拡大実数を割り当てる集合函数である。
代表的な有限加法的測度としてジョルダン測度がある。完全加法族上の測度は「可算加法的」測度である（任意の完全加法族は有限加法族であり、任意の測度は有限加法的測度である）。有限加法的測度は、ある条件下で一意的な測度への拡張が存在する（E.ホップの拡張定理）。

## 定義
集合 X の部分集合からなる有限加法族 A 上で定義される有限加法的測度 μ とは、拡張された区間 [0, ∞] に値を持つ（つまり無限大も許す非負値の）関数であって、次の性質を満たすもののことである：
1. （単位律）: 空集合の容積は 0 である。 
{\displaystyle \mu (\emptyset )=0.}
2. （加法性）: A, B ∈ A ならば
{\displaystyle \mu (A\cup B)=\mu (A)+\mu (B)\quad ({\text{if }}A\cap B=\emptyset )}

第二の性質から、
有限加法性どの2つも互いに素な有限個の E1, ..., Em ∈ A に対し、
{\displaystyle \mu (E_{1}\cup \dots \cup E_{m})=\mu (E_{1})+\dotsb +\mu (E_{m})}
が成り立つことが帰納的に分かる。
負の値を許す場合、有限加法的符号付き測度あるいは単に有限加法的測度と呼ぶ（この場合対照的に、上記の意味の有限加法的測度は有限加法的正値（非負値）測度という）。無限大の値をとらないとき、有限加法的有限値測度という。

## 性質
- 有限加法族 A を含む最小の可算加法族を σ[A] と書けば、A 上定義された有限加法的測度 φ を σ[A] 上で定義された有限加法的測度  に延長できるがその方法は必ずしも一意的でない。φ が可算加法的ならば一意。σ集合環の項も参照。
- 集合 X 上の有限加法族 A 上で定義される有限加法的符号付き測度全体の成す集合を Φ(X,A) とする。Φ(X,A) は点ごとの和と実数倍でベクトル空間を成す。
- Φ(X,A) に属する有限加法的測度 μ, ν に対し、[任意の集合 S ∈ A に対し μ(S) ≤ ν(S)] ⇔ μ ≤ ν と定めて Φ(X,A) に半順序 ≤ が定まる。このとき μ は ν に支配される (dominated) という。μ ≤ ν は ν − μ ≥ 0 に同値。この順序に関して Φ(X,A) は束を成す。さらに言えばリース空間になる。特に φ+ := 0 ∨ φ, φ− := 0 ∧ φ は正値測度であり、φ = φ+ − φ− (φ+ ∧ φ− = 0) と一意的に書ける。
- φ ∈ Φ(X,A) が純有限加法的 (purely finitely additive) とは、0 ≤ ν ≤ φ なる可算加法的測度 ν は ν = 0 に限るときに言う。任意の有限加法的測度 φ は可算加法的測度 φc と純有限加法的測度 φp の和に一意的に分解される: φ = φc + φp[1].

## 有界函数と有限加法的測度
函数を有限加法的測度に関して積分することは一般にはよく振る舞わないが、考える函数が有界かつ全体空間の容積が有限の場合には以下に述べるようによく振る舞う。
適当な有限加法的測度 λ を固定し、以下それに関する容積を考える。考える空間 X の全容積 λ(X) は有限とし、函数 f は X 上有界かつ実数直線上の任意の開集合 U の引き戻し f−1(U) が容積を持つようなもの（有界 λ-可測函数）とする。このとき f の有限加法的測度 λ に関する積分を
{\displaystyle \int f\,{\mathit {d\lambda }}=\lim \sum _{i=1}^{n}f(\alpha _{i})\lambda (f^{-1}(A_{i}))}
と定義することができる（右辺はいわゆる「リーマン和」である）。ここで Ai はこれらの合併が f の値域を被覆する互いに素な半開集合からなる有限族であり、αi は Ai の任意の元である。極限は全ての集合 Ai の径を 0 にするようにとる。
空間 X 上の測度 μ をとれば、X 上の有界な μ-可測函数の全体は上限ノルムに関してバナッハ空間を成す。このバナッハ空間の双対空間における正の元は X 上の有界な有限加法的測度 λ に対応する（汎函数としての λ の有界函数 f における値は積分 ∫ f dλ で与えられる）。同様に、本質的有界函数の空間に本質的上限ノルムを入れたバナッハ空間 L∞(X, μ) を考えると、その双対空間の正元は測度零の集合上で消える有界な有限加法的測度で与えられる。

## 注
1. ↑  Yosida & Hewitt 1952, p. 52, theorem 1.23.